# ベルトーネ・フリークライマー

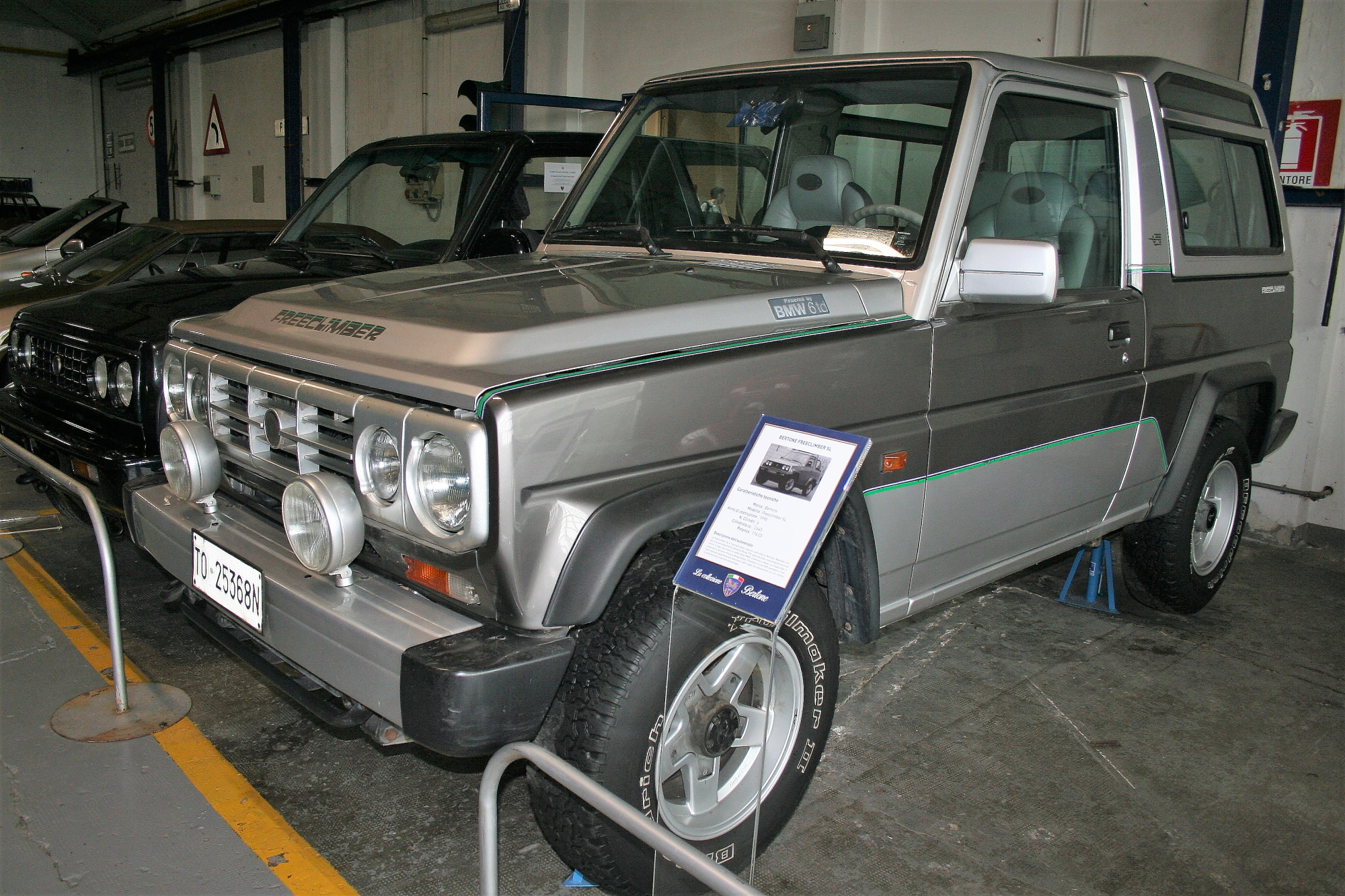
ベルトーネ・フリークライマー

ベルトーネ・フリークライマー (Bertone Freeclimber ) は、イタリアのカロッツェリア・ベルトーネが、ダイハツ・ラガー（F70系）のシャシをベースに、ボディに小変更を加えBMW製の2.0 L及び2.7 Lガソリン（M20系）、あるいは2.4 L 直6ターボディーゼル (M21) を搭載し、1989年から1992年まで製造・販売した小型SUV。エンジンは全て直列6気筒である。
日本にもターボディーゼルエンジンを搭載したモデルが正規輸入された。
のちにダイハツ・フェローザ（F300系。日本名ロッキー）をベースとし、BMW製直列4気筒1.6 Lガソリンエンジン (M40) を搭載、求めやすい価格としたフリークライマー2が1992年から1995年まで製造・販売された。

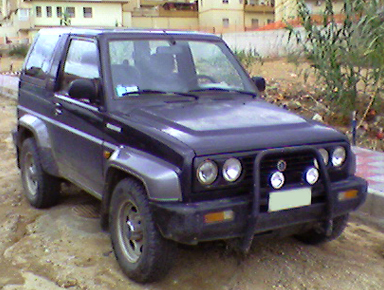
ベルトーネ・フリークライマー2